# Prwa liga północnomacedońska w szachach
Prwa liga – najwyższa liga drużynowych rozgrywek szachowych w Macedonii Północnej, organizowana przez ŠFM. Zwycięzca ligi zostaje mistrzem kraju. Liga rozgrywana jest od 1992 roku.

## Medaliści (od 2000 roku)
| Sezon | 1. miejsce         | 2. miejsce         | 3. miejsce             | Źródło |
| ----- | ------------------ | ------------------ | ---------------------- | ------ |
| 2000  | ŠK Alkaloid Skopje |                    |                        | [ 2 ]  |
| 2001  | ŠK Alkaloid Skopje |                    |                        | [ 2 ]  |
| 2002  |                    | ŠK Alkaloid Skopje |                        | [ 2 ]  |
| 2003  | ŠK BM Kiseła Woda  | ŠK Alkaloid Skopje |                        | [ 2 ]  |
| 2004  | ŠK BM Kiseła Woda  | ŠK Alkaloid Skopje | GŠK Kočani             | [ 3 ]  |
| 2005  |                    |                    | ŠK Alkaloid Skopje     | [ 2 ]  |
| 2006  | ŠK Alkaloid Skopje |                    |                        | [ 2 ]  |
| 2007  | ŠK Alkaloid Skopje | ŠŠ Gambit Skopje   | ŠK Teteks Tetowo       | [ 4 ]  |
| 2008  | ŠŠ Gambit Skopje   | ŠK Alkaloid Skopje |                        | [ 5 ]  |
| 2009  | ŠK Alkaloid Skopje | ŠŠ Gambit Skopje   | GŠK Kočani             | [ 6 ]  |
| 2010  | ŠK Alkaloid Skopje | GŠK Kočani         | ŠŠ Gambit Skopje       | [ 7 ]  |
| 2011  | ŠŠ Gambit Skopje   | ŠK Alkaloid Skopje | ŠK BM Kiseła Woda      | [ 8 ]  |
| 2012  | ŠK Alkaloid Skopje | ŠK BM Kiseła Woda  | ŠŠ Gambit Skopje       | [ 9 ]  |
| 2013  | ŠK Alkaloid Skopje | ŠŠ Gambit Skopje   | ŠK BM Kiseła Woda      | [ 10 ] |
| 2014  | ŠK Alkaloid Skopje | ŠŠ Gambit Skopje   | ŠK Stewo Patako Bitola | [ 11 ] |
| 2015  | ŠK Alkaloid Skopje | ŠŠ Gambit Skopje   | ŠK Gostiwar            | [ 12 ] |
| 2016  | ŠK Alkaloid Skopje | ŠŠ Gambit Skopje   | ŠK Gostiwar            | [ 13 ] |
| 2017  | ŠK Alkaloid Skopje | ŠŠ Gambit Skopje   | ŠK Gostiwar            | [ 14 ] |
| 2018  | ŠK Alkaloid Skopje | ŠŠ Gambit Skopje   | ŠK Gostiwar            | [ 15 ] |
| 2019  | ŠK Alkaloid Skopje | ŠŠ Gambit Skopje   | ŠK Prilep              | [ 16 ] |
| 2021  | ŠK Alkaloid Skopje | ŠK Gostiwar        | ŠŠ Gambit Skopje       | [ 17 ] |
| 2022  | ŠK Alkaloid Skopje | ŠK Prilep          | ŠŠ Gambit Skopje       | [ 18 ] |
| 2023  | ŠK Alkaloid Skopje | ŠŠ Gambit Skopje   | ŠK Prilep              | [ 19 ] |
| 2024  | ŠK Alkaloid Skopje | ŠŠ Gambit Skopje   | ŠK Prilep              | [ 20 ] |